# Jamala, Hama
Jamala, Hama (tiếng Ả Rập: جمالة) là một ngôi làng Syria nằm ở phó huyện Salamiyah thuộc huyện Salamiyah, Hama. Theo Cục Thống kê Trung ương Syria (CBS), Jamala, Hama có dân số 725 trong cuộc điều tra dân số năm 2004.